# Warren Stevens

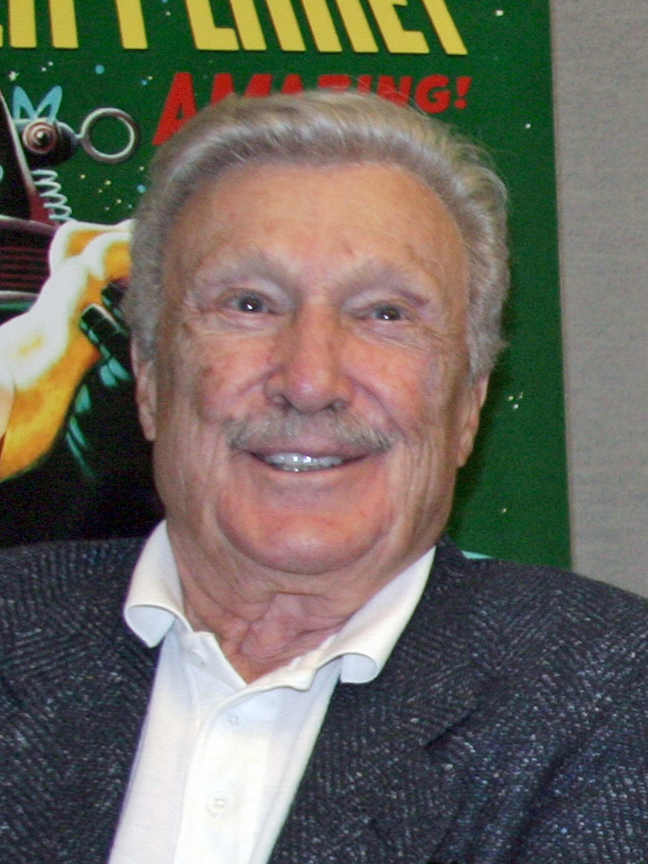
Warren Stevens (2006)

Warren Stevens (* 2. November 1919 in Clarks Summit, Pennsylvania; † 27. März 2012 in Sherman Oaks, Kalifornien) war ein US-amerikanischer Schauspieler.

## Leben
Stevens besuchte die United States Naval Academy, die er wegen Sehschwierigkeiten ohne Abschluss verließ; im Zweiten Weltkrieg war er trotz dieser als Pilot in der US-Armee eingesetzt. Während seiner Ausbildungszeit in Annapolis begann er mit der Schauspielerei, die er nach dem Krieg auf der Bühne und für das Radio fortsetzte. Nach dem Besuch des Actors Studio in New York gab er im Stück „Galileo“ 1947 sein Broadway-Debüt. Eine kleine Rolle in „Detective Story“ bescherte ihm einen Vertrag bei der 20th Century Fox. Nach seinem ersten Film Froschmänner neben Richard Widmark war er in gleich sieben Filmen des Jahres 1952 zu sehen. Neben Humphrey Bogart spielte er in Die barfüßige Gräfin und hatte eine seltene Hauptrolle 1956 in Alarm im Weltall. Seine Leinwandkarriere entwickelte sich jedoch nicht so recht und blieb oft preisgünstigen Science-Fiction-Filmen verhaftet. So bleibt seine eigentliche Hauptarbeit beim Fernsehen: Hier spielte er etwa einhundertundfünfzig Rollen, meist als Gaststar in Aberdutzenden von Serien; zweimal gehörte er zur Stammbesetzung einer solchen: 1956/1957 in Tales of the 77th Bengal Lancer und 1969/1970 in Bracken's World.

## Filmografie (Auswahl)
- 1951: Froschmänner (The Frogmen)
- 1951: Mr. Belvederes zweite Jugend (Mr. Belvedere Rings the Bell)
- 1952: Die Feuerspringer von Montana (Red Skies of Montana)
- 1952: Die Maske runter (Deadline – U.S.A.)
- 1952: Ein Fremder ruft an (Phone Call from a Stranger)
- 1953: Flucht vor dem Gesetz (Shark River)
- 1954: Der Würger von Coney Island (Gorilla at Large)
- 1954: Die barfüßige Gräfin (The Barefoot Contessa)
- 1954: Schwarzer Freitag (Black Tuesday)
- 1955: Die Intrige der Lily Scarlett (Duel on the Mississippi)
- 1955: Duell mit dem Teufel (The Man from Bitter Ridge)
- 1955: Revolte im Frauenzuchthaus (Women's Prison)
- 1955: Testpiloten (On the Treshold of Space)
- 1956: Alarm im Weltall (Forbidden Planet)
- 1956: Schach dem Mörder (Accused of Murder)
- 1958: Asphaltgeier (The Case Against Brooklyn)
- 1958: Jede Kugel trifft (Man or Gun)
- 1959: Auf der Kugel stand kein Name (No Name on the Bullet)
- 1962: Preston & Preston (The Defenders) (Fernsehserie, 1 Folge)
- 1964–1970: Die Leute von der Shiloh Ranch (The Virginian) (Fernsehserie, drei Episoden)
- 1966: Cyborg 2087
- 1966: Der Colt ist das Gesetz (Gunpoint)
- 1966: Mord aus zweiter Hand (An American Dream)
- 1967–1972: Kobra, übernehmen Sie (Mission: Impossible) (Fernsehserie, vier Episoden)
- 1968: Die wilden Jahre (The Sweet Ride)
- 1968: Nur noch 72 Stunden (Madigan)
- 1968: Raumschiff Enterprise (Star Trek) (Fernsehserie, Staffel 2, Episode 22 Stein und Staub)
- 1975: M*A*S*H (Fernsehserie, Staffel 4, Episode 13: The Gun)
- 1978: Abenteuer in Atlantis (The Return of Captain Nemo, auch The Amazing Captain Nemo)
- 1980: Weiße Hölle (High Ice)
- 1980: Barnaby Jones (Fernsehserie, 1 Folge)
- 1983: Der rasende Gockel (Stroker Ace)
- 2006: Emergency Room – Die Notaufnahme (ER) (Fernsehserie, eine Episode)